# Блишково
Блишково је насеље у општини Бијело Поље у Црној Гори. Према попису из 2003. било је 249 становника (према попису из 1991. било је 274 становника). Име села Блишково по предању које се сачувало међу мештанима води порекло од речи „Бли(ж)ш-ково“ што означава „место које се налази у „близини“- „Блиш“ неког места, односно Брскова, у којем се ковао новац. Сигурно је једно, да назив Блишково има везе са „ковањем“ јер се у селу до данас сачувао топоним Ковачевац. У Блишкову се налази манастир посвећен Ваведењу Пресвете Богородице.

## Манастир Блишково
Манастир се налази на месту Манастировина на Зећовини. Тачно време грађења цркве и оснивање манастира није познато. Иако по архитектонском решењу црква може бити и из средњег века, судећи према техници градње, постојању дрвеног трема на западу, карактеристичном поду сличном оном у цркви Свете Тројице манастира Мајсторовине, највероватније да је црква подигнута крајем 16. века. Тачно време рушења није утврђено. Судећи по томе да се манастир спомиње и почетком 18. века, вероватно је до рушења дошло после тог времена. Последњи игуман овог манастира, Ђорђе Варага, побегао је од турског зулума у Свету гору. Током 2007. године у Блишкову је изграђен манастирски конак и за настојатеља је постављен јеромонах Владислав (Цветковић). Данас је овај манастир, који је познат у литератури као манастир Блишково, обновљен.

## Демографија
У насељу Блишково живи 199 пунолетних становника, а просечна старост становништва износи 40,9 година (38,5 код мушкараца и 43,4 код жена). У насељу има 78 домаћинстава, а просечан број чланова по домаћинству је 3,19.
Ово насеље је углавном насељено Србима (према попису из 2003. године), а у последња три пописа, примећен је пад у броју становника.
|  |

| Демографија | Демографија | Демографија |
| Година      | Становника  | Становника  |
| ----------- | ----------- | ----------- |
|             |             |             |
|             |             |             |
|             |             |             |
|             |             |             |
| 1948.       | 421         |             |
| 1953.       | 539         |             |
| 1961.       | 519         |             |
| 1971.       | 480         |             |
| 1981.       | 342         |             |
| 1991.       | 274         | 274         |
| 2003.       | 249         | 249         |
|             |             |             |

| Етнички састав према попису из 2003.‍ | Етнички састав према попису из 2003.‍ | Етнички састав према попису из 2003.‍ | Етнички састав према попису из 2003.‍ | Етнички састав према попису из 2003.‍ |
| ------------------------------------ | ------------------------------------ | ------------------------------------ | ------------------------------------ | ------------------------------------ |
|                                      |                                      |                                      |                                      |                                      |
| Срби                                 | Срби                                 |                                      | 190                                  | 76,30%                               |
| Црногорци                            | Црногорци                            |                                      | 58                                   | 23,29%                               |
| непознато                            | непознато                            |                                      | 0                                    | 0,0%                                 |

| Година пописа     | 1948. | 1953. | 1961. | 1971. | 1981. | 1991. | 2003. |
| ----------------- | ----- | ----- | ----- | ----- | ----- | ----- | ----- |
| Број домаћинстава | 64    | 80    | 68    | 90    | 76    | 72    | 78    |

| Број чланова      | 1  | 2  | 3  | 4 | 5  | 6  | 7 | 8 | 9 | 10 и више | Просек |
| ----------------- | -- | -- | -- | - | -- | -- | - | - | - | --------- | ------ |
| Број домаћинстава | 78 | 17 | 23 | 8 | 11 | 10 | 3 | 3 | 1 | 1         | 1      |

| Пол    | Укупно | Неожењен/Неудата | Ожењен/Удата | Удовац/Удовица | Разведен/Разведена | Непознато |
| ------ | ------ | ---------------- | ------------ | -------------- | ------------------ | --------- |
| Мушки  | 98     | 32               | 57           | 4              | 1                  | 4         |
| Женски | 104    | 28               | 56           | 13             | 5                  | 2         |
| УКУПНО | 202    | 60               | 113          | 17             | 6                  | 6         |

| Пол    | Укупно                    | Пољопривреда, лов и шумарство | Рибарство                            | Вађење руде и камена | Прерађивачка индустрија       |
| ------ | ------------------------- | ----------------------------- | ------------------------------------ | -------------------- | ----------------------------- |
| Мушки  | 53                        | 31                            | 0                                    | 0                    | 8                             |
| Женски | 27                        | 13                            | 0                                    | 0                    | 1                             |
| УКУПНО | 80                        | 44                            | 0                                    | 0                    | 9                             |
| Пол    | Производња и снабдевање   | Грађевинарство                | Трговина                             | Хотели и ресторани   | Саобраћај, складиштење и везе |
| Мушки  | 0                         | 0                             | 1                                    | 0                    | 0                             |
| Женски | 0                         | 0                             | 5                                    | 1                    | 0                             |
| УКУПНО | 0                         | 0                             | 6                                    | 1                    | 0                             |
| Пол    | Финансијско посредовање   | Некретнине                    | Државна управа и одбрана             | Образовање           | Здравствени и социјални рад   |
| Мушки  | 0                         | 0                             | 7                                    | 1                    | 1                             |
| Женски | 0                         | 0                             | 0                                    | 1                    | 0                             |
| УКУПНО | 0                         | 0                             | 7                                    | 2                    | 1                             |
| Пол    | Остале услужне активности | Приватна домаћинства          | Екстериторијалне организације и тела | Непознато            | Непознато                     |
| Мушки  | 1                         | 0                             | 0                                    | 3                    | 3                             |
| Женски | 3                         | 0                             | 0                                    | 3                    | 3                             |
| УКУПНО | 4                         | 0                             | 0                                    | 6                    | 6                             |